# Протисти
Проти́сти (дав. гр. πρώτιστος), (Protista) — парафілетична група різноманітних еукаріотичних організмів, що не входять до складу тварин, рослин, грибів і хроміст. Назва введена Ернстом Геккелем в 1866 році, проте в сучасному розумінні його вперше використав в 1969 році Роберт Уїттекер, автор «системи п'яти царств». Традиційно протистів поділяють на найпростіших (Protozoa), водоростей (Algae) і грибоподібних організмів; всі ці групи мають поліфілетичну природу і не використовуються як таксони. Як і багато інших груп, що виділені за «залишковим принципом», найпростіші не відокремлюються з яких-небудь позитивних характеристик.

## Загальні відомості
Для організмів, що належать до цієї групи, неможливо вказати ніяких загальних характеристик. До неї відносять еукаріотів, що не відповідають характеристикам рослин, тварин або грибів. Єдина особливість, що їх об'єднує, формулюється як відсутність складної структури, що характерно для багатьох груп, які формуються «за залишковим принципом». Всі протисти — одноклітинні або багатоклітинні організми, що не мають спеціалізованих тканин.
Термін «протисти» був введений Ернстом Геккелем в 1866 році. Їх традиційно поділяли на кілька груп, засновуючись на їх подібності до «вищих» царств: одноклітинні тварино-подібні протозої, рослиноподібні протофіти (переважно одноклітинні водорості) і грибоподібні слизовики та ооміцети. Оскільки ці групи часто перекривалися, вони були досить незручними, а пізніше були замінені філогенетичною класифікацією. Проте ці назви все ще використовуються як неформальні для опису морфології та екології цих організмів.
Протисти мешкають практично у всіх середовищах, що містять рідку воду. Багато з них, зокрема водорості, проводять фотосинтез і є важливими продуцентами (первинними виробниками) багатьох екосистем, складаючи частину планктону. Інші протисти, такі як кінетопластиди і споровики, відповідають за ряд серйозних хвороб людини та тварин, включаючи малярію і сонну хворобу.

## Традиційна класифікація
Протисти були традиційно (протягом минулих 150 років) розділені на декілька груп, заснованих на схожості до вищих царств: твариноподібні найпростіші, рослиноподібні водорості і грибоподібні слизовики. Ці традиційні групи часто частково перекриваються. Зараз розроблюються численні нові моделі таксономії еукаріотів, у яких еволюційним взаєминам серед еукаріот надається пріоритет перед методом отримання енергії або структурними характеристиками. Незважаючи на той факт, що традиційна класифікація досить суперечлива, як продемонстровано групами організмів, подібних до динофлагелят або евгленових, які містять як фототрофів, гетеротрофів, так і міксотрофів, вона наводиться нижче як історичний огляд.

### Protozoa
Найпростіших інколи класифікували як тип чи підцарство царства Тварини. Це зазвичай одноклітинні рухомі організми, які живляться за допомогою фагоцитозу, проте є численні винятки. Їх розмір 0,01-0,5 мм, тому найчастіше їх видно тільки під мікроскопом. Вони всюдисущі у водних середовищах і ґрунті, іноді витримують сухі періоди у вигляді спор і включають декілька важливих паразитів. За методом пересування Protozoa розподіляють:
| Джгутикові   | з довгим джгутиком              | напр. Euglena                                  |
| Амебоподібні | з прозорими псевдоподіями       | напр. амеба (Amoeba)                           |
| Війчасті     | з значним числом коротких війок | напр. інфузорія-туфелька (Paramecium caudatum) |
| Споровики    | нерухомі паразити               | напр. плазмодії (Plasmodium)                   |

### Водорості
Водорості акумулюють світлову енергію через фотосинтез. Вони включають багато одноклітинних організмів, які також вважаються найпростішими, як наприклад Euglena і Paramecium bursaria, які придбали хлоропласти через вторинний ендосимбіоз. Решта водоростей нерухомі, і деякі дійсно багатоклітинні, зокрема деякі члени наступних груп:
| Зелені водорості (Chlorophyta)    | Мають відношення до вищих рослин | напр. Ульва (Ulva) (Інша назва — морський салат) |
| Червоні водорості (Rhodophyta)    | Червоні водорості                | напр., Porphyra                                  |
| Бурі водорості (Heterokontophyta) | Бурі водорості та діатомеї       | напр., Macrocystis, Laminaria                    |

Разом з організмами групи Glaucophyta зелені і червоні морські водорості є близькими родичами інших рослин, тому деякі автори розглядають їх як членів царства Рослини, не зважаючи на їх просту організацію. Решта видів морських водоростей, проте, розвилися окремо. Вони включають типи Haptophyta, Cryptophyta, Dinoflagellata, Euglenoidea і Chlorarachnea, які раніше всі були віднесені до Protozoa.

### Грибоподібні протисти
Багато організмів, яких спочатку відносили до грибів, були пізніше переміщені до протистів. Вони включають Chytridiomycetes, слизовиків, ооміцетів і Labyrinthulomycetes. Chytridiomycetes, як зараз відомо, споріднені з іншими грибами і звичайно класифіковані з ними, решта зараз розміщені серед типів Amoebozoa і Heterokontophyta.

## Сучасна класифікація
Хоча група протистів більше не визнається як єдина, класифікація організмів, що колись містилися у ній, все ще змінюється. Новіші критерії класифікації вимагають визначити монофілетичні групи, засновані на генетиці та еволюційному походженні. Зазвичай парафілетичні групи, якою є й група протистів, розщеплюють на кілька, розглядаючи її представників як окремі групи материнської, в даному випадку — еукаріотів. Багато з авторів сучасних класифікацій більше не переймаються формальними таксономічними рангами, прикладом є варіант роботи Adl et al. (2005).
Частковий список підгруп протистів, що можуть розглядатися як типи, наведено в таблиці, багато з них вважаються монофілетичними, але це вірно не для всіх. Наприклад, Excavata, ймовірно, не є монофілетичною групою та буде такою лише за умови виключення гаптофітів та криптомонад. Для обговорення сучасного погляду про взаємини цих організмів див. статтю Еукаріоти та посилання нижче.

## Еволюція
В еволюційному плані протисти є групою еукаріот, перехідною від прокаріотів до еукаріотів з багатоклітинною організацією. Царства еукаріот, Тварини, Гриби та Рослини, добре розмежовуються між собою, але чіткої межі з протистами не мають. Серед протистів відбувалося виникнення клітинних систем, які згодом були використані грибами, рослинами і тваринами.
Передбачається, що всі сучасні еукаріоти мали єдиного предка, який отримав мітохондрії в результаті симбіозу з аеробною протеобактерією. Гіпотеза про те, що ця подія призвела до вимирання всіх первинно амітохондріальних предків, отримувала назву «великого мітохондріального вибуху». Саркодові і джгутикові — найдавніші протисти. Вони походять від стародавніх джгутикових близько 1,5 млрд років тому. Інфузорії — більш високоорганізовані тварини — з'явилися пізніше. Існування джгутикових, що мають хлоропласти, свідчить про спорідненість і спільність походження найпростіших і одноклітинних водоростей від найдавніших джгутикових.

## Екологічні функції
Найпростіші поширені повсюдно і входять до складу всіх екосистем, але активні тільки у водному середовищі. Велика частина протистів — вільноживучі організми, але трапляються симбіонти і паразити тварин і рослин .
Роль протистів в житті природи і людини дуже значна. У водоймах вони харчуються бактеріями і гниючими органічними залишками, очищаючи воду (санітарна роль), а також самі є їжею для багатьох тварин, відіграють велику роль у ґрунтових процесах. Мешканці товщі води океанів — форамініфери (з вапняними раковинами), радіолярії (з кремнієвим скелетом), коколіти (джгутикові, що мають вапняний панцир) — відмираючи, утворюють на дні потужні відкладення вапняних і кремнієвих порід, що входять до складу земної кори. Крейда, наприклад, складається на 90—98 % з панцирів коколітофорид. Викопні Найпростіші використовуються в стратиграфії осадових порід при визначенні віку відкладень, що особливо важливо при пошуку корисних копалин. Наявність серед одноклітинних протистів колоніальних форм зі спеціалізованими функціями клітин дозволяє припустити походження багатоклітинних організмів від одноклітинних.